# Trigonodes exportata
Trigonodes exportata är en fjärilsart som beskrevs av Achille Guenée 1852. Trigonodes exportata ingår i släktet Trigonodes och familjen nattflyn. Inga underarter finns listade i Catalogue of Life.